# Alushta
Alushta (tiếng Ukraina: Алушта) là một thành phố thuộc bán đảo Krym. Thành phố này có diện tích 6.983 km2, dân số theo điều tra dân số năm 2001 là 31440 người.